# مقشطة نطاحة

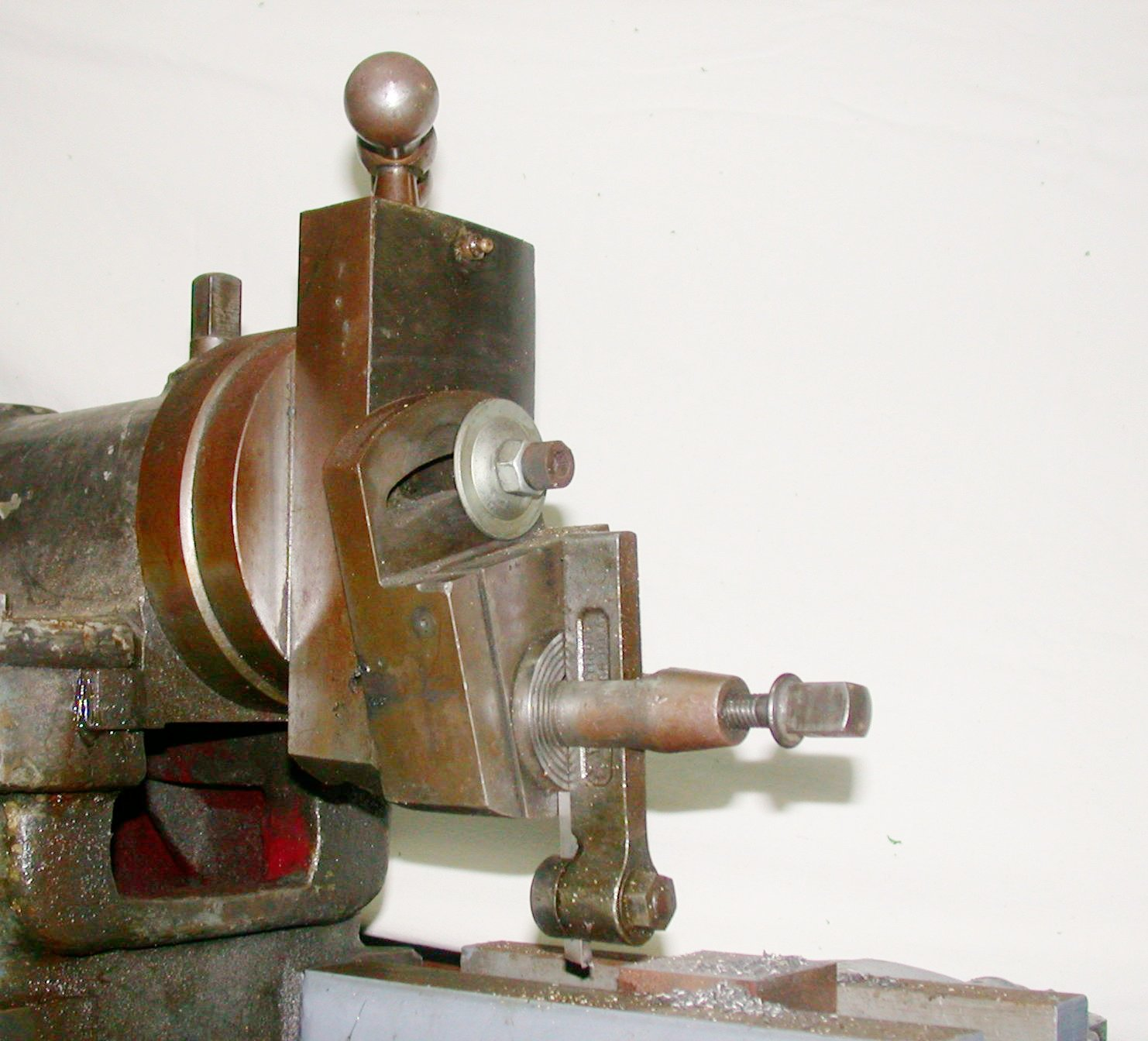
الرأس المنزلق للمقشطة النطاحة ويتضح أيضا مربط مقطع المقشطة وأداة القطع.

المقشطة النّطّاحة (بالإنجليزية: Shaper)‏ هي إحدى آلات التشغيل التي تستخدم حركة خطية نسبية بين المشغولة وقلم القطع ذو الرأس الواحد لتشغيل مسارات خطية. ومبدأ القطع مشابه لمبدأ المخرطة، إلا أنها تقطع خطيًا بدلًا من قطعها لولبيًا. المقشطة النطاحة مشابهة للمقشطة، ولكنها أصغر، وأداة القطع مثبتة رأس القطع المتحرك فوق المشغولة المثبتة على الطاولة، في حين أن كامل المشغولة تتحرك تحت أداة القطع في المقشطة. يتحرك الرأس النطاح جيئة وذهابا بواسطة آلية المرفق، أو بواسطة إسطوانة هيدروليكية.